# Ronchi Valsugana
Ronchi Valsugana (I Rónchi in dialetto trentino e Rautperg in mocheno) è un comune italiano di 452 abitanti della provincia autonoma di Trento.

## Etimologia

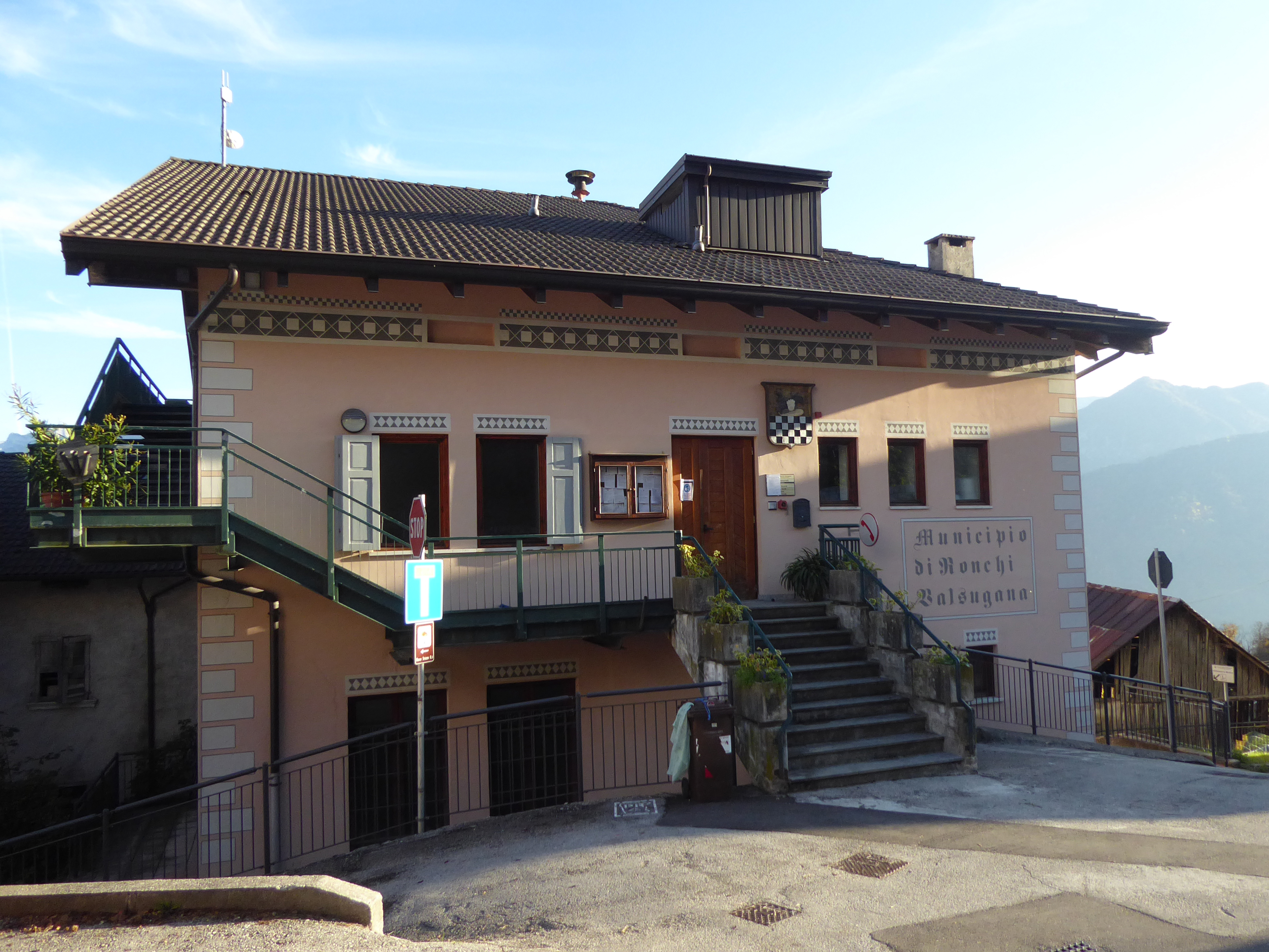
Municipio

Come per molti altri casi presenti in Europa centrale: Trentino, Veneto, Lombardia, Friuli Venezia Giulia, Valle d'Aosta, Alta Saona in Francia ecc. l'origine del nome Ronchi è di matrice Celtica e quindi preromana. Ronk secondo gli studi antropologici e di linguistica significherebbe Campo. La forma Ronk veicolata dal latino è poi mutata nei secoli nelle forme: Ronquis, Roncus, Montis Roncorum, ed infine Ronchi.

## Storia

### Medioevo
Con la pace di Costanza (1183) il Sacro Romano Impero Germanico riconosceva l'autonomia a molte casate nobili della penisola italica e delle Alpi comprese quelle dell'attuale Trentino.
Mentre la maggior parte del territorio attuale dell'attuale provincia di Trento faceva parte del principato vescovile (realtà autonoma confederata all'impero), quella che oggi è conosciuta come Bassa Valsugana era sotto il dominio feltrino al tempo costituito in diocesi, entità insignita dell'Immunitas dall'imperatore Corrado II di Hohenstaufen. Allora la zona di Ronchi Valsugana era sotto il dominio dei signori di Telve i “Castellalto”; si trattava probabilmente di una zona disabitata dove i padroni incontrastati erano il bosco e gli animali selvatici.
Sotto la spinta del principe vescovo di Trento Friedrich von Wangen (Federico Vanga) e dell'imperatore Ottone IV, anche i Signori di Castellalto accolsero l'idea di valorizzare quelle montagne e l'estrazione mineraria.
Fu così che promossero la colonizzazione della zona da parte di contadini e roncadori che venivano dal Feltrino e dal Bellunese, ma anche dalla Germania ed ebbe origine l'insediamento di Ronchi, che prende il nome appunto dal termine celtico poi latinizzato Roncus, che indica una zona disboscata e resa coltivabile.
La prima citazione che riguarda persone abitanti Ronchi, riguarda un tal "Pecille de Ronquis" nell'anno 1254.
Nel 1412 i masi di Ronchi passarono dal dominio dei da Carrara a quello dei conti del Tirolo. Proprio in questo periodo i Castellalto congiuntamente a Federico IV d'Asburgo promossero una seconda colonizzazione della montagna da parte questa volta di roncadori e minatori (canopi) bavaro-tirolesi, in analogia a quanto avevano fatto i signori di Caldonazzo per la zona di Roncegno e la valle dei Mocheni (Bersntol).
I nomi che ci pervengono degli affittuari tedeschi sono 20: am Creutz, Betzel, Former, Ganner, Gerngross, Grueber, Hammer, Holzer, Kheym, Kochach, Pacher, Pfeiffer, Planer, Rampl, Steiger, Streitwiser, Thaler am Egg, Trienter e Zurn. 
Tra questi spiccano Kochach o Kohler (Cola), Zurn (Zurlo), Kheym (Caumo), Gruber (Grube), Betzel (Bezzeli), Stanghel (Stanghelini) e Rampl (Rampeloti) e Ganner da cui deriva Ganarin.

### L'età moderna e contemporanea

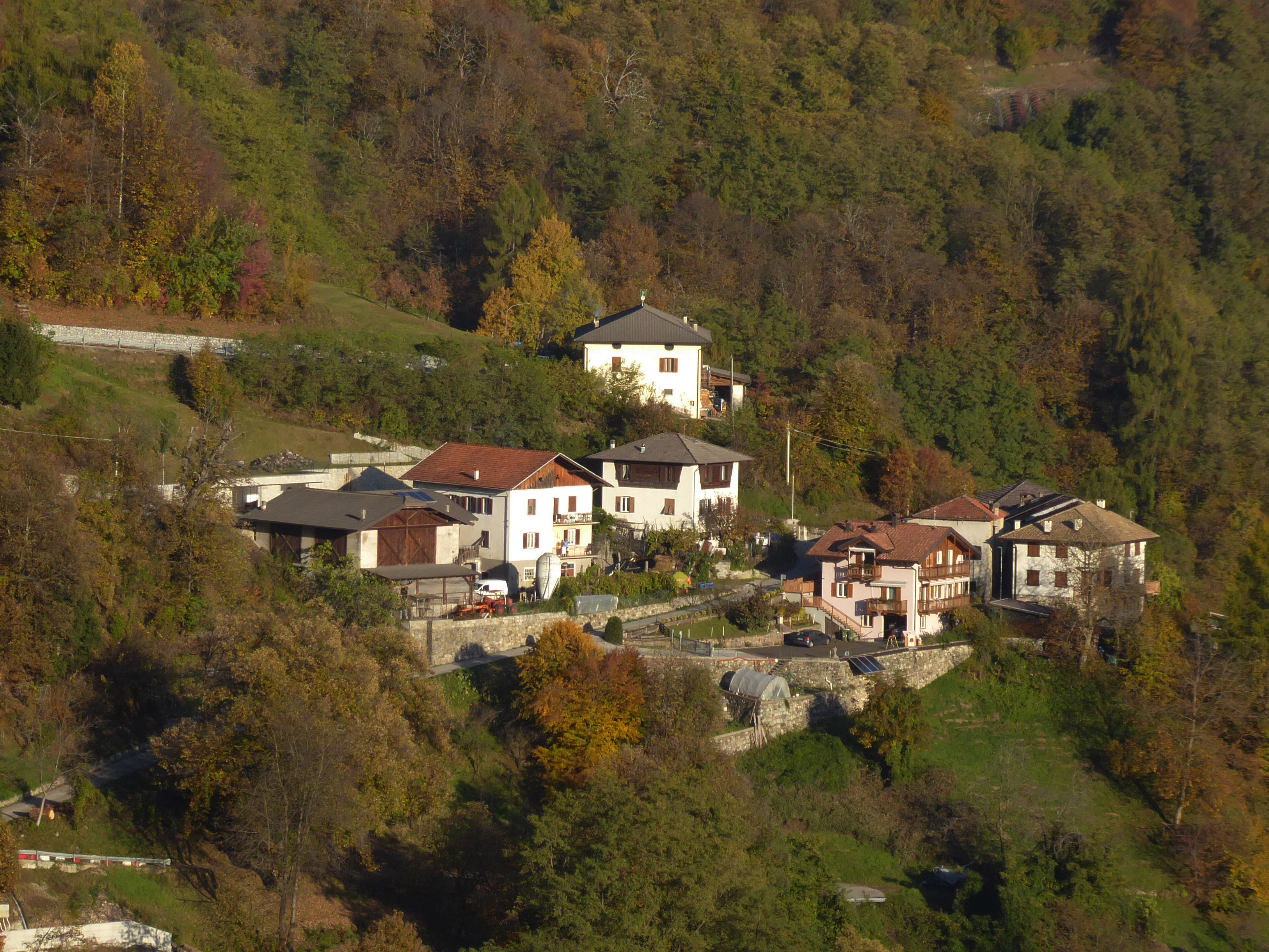
La frazione di Facchini

Un documento del 1569 di Cristoforo Welsperg affermava che nella zona della Rundscheinperg (termine con il quale si indicava la zona della montagna di Roncegno e Ronchi) la maggior parte degli abitanti non conosceva l'italiano e per questo i signori che amministravano queste zone furono costretti ad inviare dei curatori di anime di lingua tedesca.
La comunità germanofona della montagna esisteva ancora nel settecento, ma all'inizio dell'Ottocento stava già scomparendo. Lo stesso Montebello indicava che sulla montagna vivevano popoli che parlavano più alemanno che italiano.
Poi il tempo passò, arrivarono nuove genti in Valsugana e il processo di italianizzazione portò allo scomparsa dello “Slambrot” (lingua mista), a differenza della zona mochena e di Luserna, che essendo più isolate hanno mantenuto il proprio.
Ciò nonostante al giorno d'oggi, di quelli uomini che strapparono alla montagna un fazzoletto di terra è rimasta la toponomastica, i magnifici masi, le baite, le tradizioni e soprattutto l'amore ed il rispetto per la montagna e le proprie origini.

#### I cognomi
I cognomi come Lenzi, che potrebbe derivare dall'antico tedesco "Lenz" (significa Primavera), Pompermaier, Palaier, Battisti sono cognomi di famiglie della Bersntol (valle dei Mocheni) che si sono stanziate sul versante del paese dal 1700 in poi. I cognomi come Rigo e Debortoli sono autoctoni di Telve e Borgo; in alcuni scritti c'è chi afferma che Debortoli possa derivare da De Bertolder e Rigo da Andrigo.
Il cognome Casagranda è invece tipico della valle dell'Avisio e dai censimenti risulta che le persone che portano questo nome siano venute a Ronchi a partire dal 1700. Il cognome Pioner è presente nell'archivio della chiesa di Torcegno già nel 1400 e potrebbe derivare da Planer, mentre non è stata trovata alcuna traccia di Pioner nella Valle dei Mocheni. A Ronchi si trova un maso Pioneri.
A Borgo Casagranda ce n'erano già nel 1300. Il cognome Rozza deriva probabilmente da Waal che significa valle-roggia di acqua.
Altri cognomi propri del comune di Ronchi di chiara matrice cimbra però non più presenti sul territorio sono: Dalcanale, Daltrozzo che deriverebbe dalla traduzione di "a tramite" e ancor prima di Troger, Daldosso e Dalbosco che deriverebbe da "a nemore" e ancor prima da Wald.
Il nome Rautperg era il nome con cui i colonizzatori e gli storici tedeschi chiamavano questa plaga di terra. Il toponimo Rauto e Rauti esistono ancora. Il colle a sud del maso Pelauchi è detto popolarmente col dei Rauti, la costa esposta a sud sottostante maso Colla è detta Rautei. Rauten=Rauti=Ronchi= riquadri di terreno terrazzati messi a coltura.

### Monumenti e luoghi d'interesse

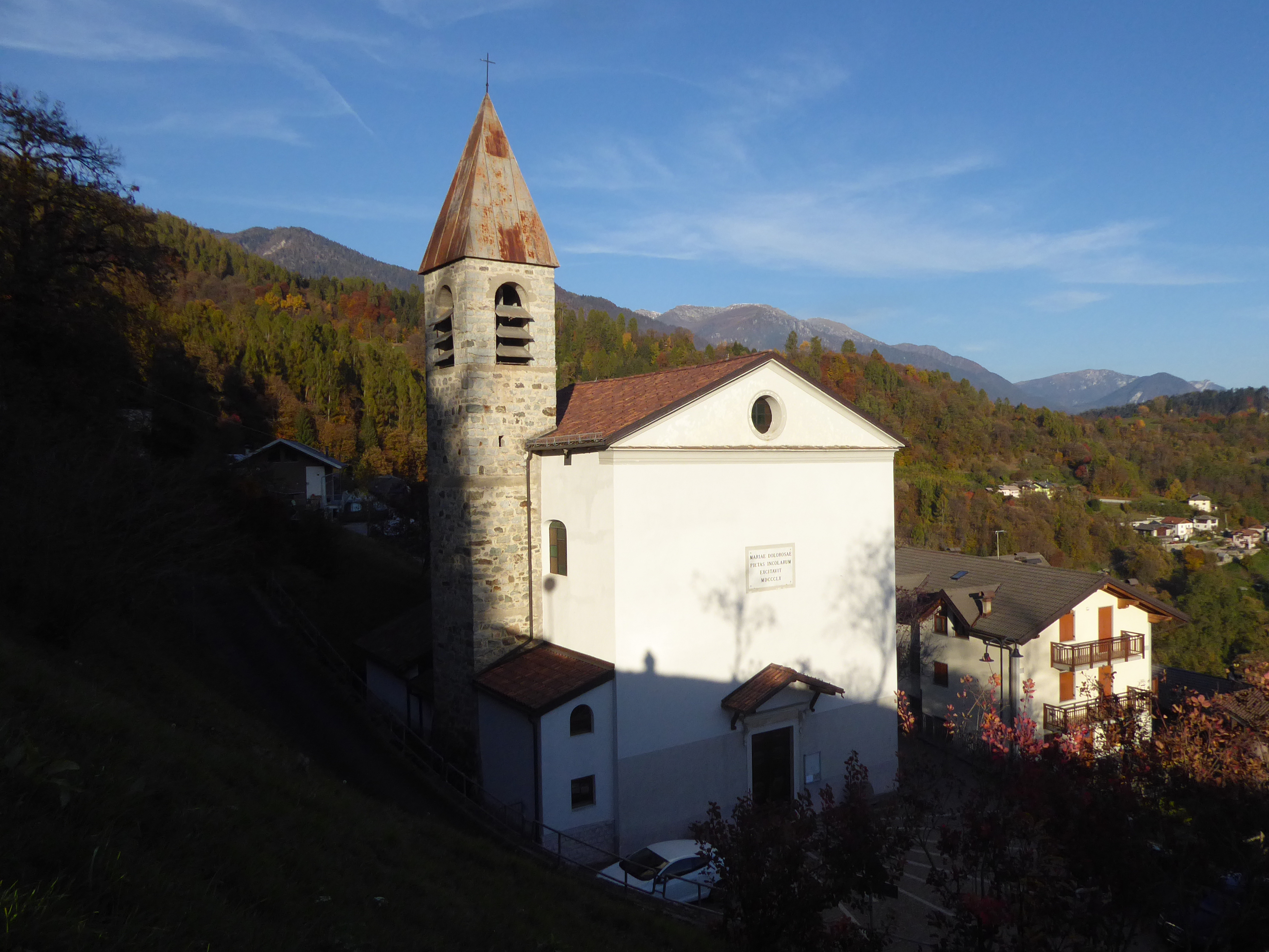
La chiesa dell'Addolorata

- Chiesa dell'Addolorata, chiesa parrocchiale.
- Lago del Colo sul Monte Colo

## Società
Secondo il censimento del 2021 l'1,3% della popolazione si è dichiarata di lingua mòchena, cioè "germanofoni".

### Evoluzione demografica
Abitanti censiti

## Amministrazione
| Periodo | Periodo   | Primo cittadino        | Partito      | Carica  | Note |
| ------- | --------- | ---------------------- | ------------ | ------- | ---- |
| 2010    | 2015      | Giancarlo Colla        | lista civica | Sindaco |      |
| 2015    | in carica | Federico Maria Ganarin | lista civica | Sindaco |      |